# Haplochromis piceatus
Haplochromis piceatus är en fiskart som beskrevs av Greenwood och Gee, 1969. Haplochromis piceatus ingår i släktet Haplochromis och familjen Cichlidae. IUCN kategoriserar arten globalt som sårbar. Inga underarter finns listade i Catalogue of Life.